# Stift Dürnstein
Stift Dürnstein er et klosterkompleks i Dürnstein i Wachau i den østrigske delstat Niederösterreich.
I 1372 blev der på stedet for det nuværende kloster grundlagt et kapel, som i 1400 blev udvidet, og der blev bygget en krypt. Stift Dürnstein blev grundlagt i 1410 af augustinerkorherrerne. i 1710 blev Hieronymus Übelbacher valgt til provst af Dürnstein, og han foranstaltede en barokombygning af klosterkomplekset. Særligt det blå-hvide baroktårn skiller sig ud i bygningskomplekset.
Det nuværende indre og ydre af stiftet stammer fra arkitekterne og bygmestrene Joseph Munggenast, Jakob Prandtauer og Matthias Steinl. Med ophævelsen af stiftets klosterstatus i 1788 under Joseph II. kom Stift Dürnstein under augustinerkorherrenes Stift Herzogenburg, som Stift Dürnstein fortsat hører under. I dag huser stiftet et internationalt mødecenter.